# 小寺河
小寺河，位于中华人民共和国辽宁省庄河市的一条河流，发源于光明山镇佟岭村以西的三角山，南流至光明山镇转东南流，至庄河市区西北转南流，经市区西部后注入黄海庄河湾。河流全长54.2千米，流域面积246平方千米，河道平均比降1.76‰，年均径流量1.06亿立方米。小寺河中下游地势平坦，土地肥沃，以种植水稻、玉米、大豆为主。